# Шабалиха
Шабалиха — река в России, протекает в Палехском и Южском районах Ивановской области. Река вытекает из болота в 6 км к юго-востоку от Палеха и течёт на юг, примерно за 7 км до устья поворачивает на восток. Впадает в озеро Ламское (Богоявленное). Длина реки составляет 24 км, площадь водосборного бассейна — 124 км².
На левом берегу реки недалеко от устья стоит село Большая Ламна.

## Данные водного реестра
По данным государственного водного реестра России относится к Окскому бассейновому округу, водохозяйственный участок реки — Клязьма от города Ковров и до устья, без реки Уводь, речной подбассейн реки — бассейны притоков Оки от Мокши до впадения в Волгу. Речной бассейн реки — Ока.
Код объекта в государственном водном реестре — 09010301112110000033792.